# Neomixis pallidior
Neomixis pallidior, "halvökenjery", är en fågelart i familjen cistikolor inom ordningen tättingar. Den betraktas oftast som underart till strimmig jery (Neomixis striatigula) men urskiljs sedan 2016 som egen art av Birdlife International och IUCN.
Fågeln förekommer enbart i halvöken på sydvästra Madagaskar. Den kategoriseras av IUCN som livskraftig.